# She Bangs the Drums
«She Bangs the Drums» — пісня гурту «The Stone Roses», яка була видана другим синглом з їхнього однойменного дебютного альбому влітку 1989 року.

## Композиції
7": 
1. «She Bangs the Drums» (3:43)
2. «Standing Here» (5:05)

12": 
1. «She Bangs the Drums» (3:43)
2. «Mersey Paradise» (2:44)
3. «Standing Here» (5:05)

CD:
1. «She Bangs the Drums» (3:43)
2. «Mersey Paradise» (2:44)
3. «Standing Here» (5:05)
4. «Simone» (4:24)

CS:
1. «She Bangs the Drums» (3:43)
2. «Mersey Paradise» (2:44)
3. «Standing Here» (5:05)
4. «Simone» (4:24)

## Чарт
| Чарт (1989–1990)                          | Найвища позиція |
| ----------------------------------------- | --------------- |
| Велика Британія (Official Charts Company) | 34              |
| США (Alternative Songs) (Billboard)       | 9               |

## Сертифікації
| Регіон                                                      | Сертифікація | Продажі |
| ----------------------------------------------------------- | ------------ | ------- |
| Велика Британія (BPI)                                       | Платиновий   | 600 000 |
| продажі+прослуховування, що базуються лише на сертифікаціях |              |         |